# Centro de Capacitación Cinematográfica
Pour les articles homonymes, voir CCC.
Le Centro de Capacitación Cinematográfica (CCC) est une école de cinéma fondée en 1975 et gérée par le Secrétariat à la Culture du Mexique. Elle est située à Coyoacán, Mexico.
Plusieurs réalisateurs notables y ont étudié : Rodrigo Prieto, Rodrigo Plá, Carlos Carrera et Gabriel Beristain.